# Csík zenekar
A Csík zenekar Kossuth-díjas, részben népzenét, részben népzenei elemeket is felhasználó könnyű- és világzenét játszó magyar együttes, 1988 óta a magyar népzenei élet egyik meghatározó szereplője. Az eltelt három évtized alatt több rangos zenei díjjal jutalmazták a kecskeméti formációt. Munkájuk elismerését jelzi a Fonogram díj, amelyet 2007 elején érdemeltek ki legutóbbi, azóta aranylemezként számon tartott „Senki nem ért semmit” című albumért világzene kategóriában.

## Tagjai
- Majorosi Marianna – ének
- Barcza Zsolt – cimbalom
- Bartók József – nagybőgő
- Gál Tibor – hegedű-ének
- Kunos Tamás – brácsa
- Makó Péter – fúvós
- Szabó Attila – hegedű

## Története
Csík János zenekarának első formációja 1988-ban alakult meg, mégis jelenlegi összeállításukban jutottak el pályájuk csúcsára, s lettek Magyarország egyik legnépszerűbb népzenei együttese.
Az együttes Kecskeméten kezdte tevékenységét, s a vidéki zenekarok közül szinte egyedül tudta állni a versenyt a legjobb budapesti táncházi bandákkal hosszú távon. A zenekar számára nagy elismerés volt, hogy 2000-ben az olimpiai játékokat kísérő kulturális programhoz őket választották ki, hogy képviseljék Magyarország népi kultúráját Sydneyben. Ekkorra már több sikeres lemezük megjelent, s táncházaik, fellépéseik nagy népszerűségnek örvendtek. Bár az együttes összetétele az idők folyamán sokszor változott, többen már a kezdeti években az együttes tagjai, vagy előadásaik, lemezeik állandó közreműködői voltak. Ilyen volt Majorosi Marianna, aki a Magyar Állami Népi Együttes egyik vezető táncosa is volt, mostanra viszont már az ország egyik legjobb népdalénekeseként ismert, önálló lemeze is megjelent. A kontrás Kunos Tamás is - néhány év kihagyással - szinte végig az együttes tagja volt. Szabó Attila, a másik prímás 1995 óta játszik már az együttesben, miközben sokáig párhuzamosan az egri Gajdos prímása is volt. 2000 után több fiatal került az együttesbe, így a tangóharmonikás és cimbalmos Barcza Zsolt is.
2002-ben kis híján tragikus szerencsétlenség történt az együttes életében: Csík János súlyos autóbalesetet szenvedett, ami után kétszer kellett újraéleszteni, egy hónapra öntudatlan állapotba került, és a bal karja is több helyen eltört. Mivel a sérült karja nem jól forrt össze, sokáig kérdéses volt, hogy vehet-e még kezébe vonót valaha. Az egész népzenész társadalom megmozdult, segélykoncertet szerveztek a prímás és családja megsegítésére, amelyen sok jelentős zenész ott volt. A zenekar ebben a nehéz időszakban sem szűnt meg létezni, a másik prímás, Szabó Attila vezetésével játszottak. Aztán „Janika” kezdett felépülni, s fokozatosan visszanyerte képességét a hegedű megtartására és a vonó kezelésére.

### Senki nem ért semmit (2005)
Hamarosan már nem csak a korábbi szintre sikerült visszakapaszkodni, hanem egyre újabb zenei ötletekkel álltak elő. Míg korábban szinte kizárólag az autentikus népzene képviselői voltak, egyre gyakrabban építettek be repertoárjukba – jobb elnevezés híján – leginkább világzenének minősíthető elemeket. Leginkább Szabó Attila hatására történhetett ez, aki már diákkora óta gitározott, s különösen a blues állt hozzá közel, ilyen együttesekben is játszott. Kezdték egyik-másik nem népzenei együttes számait is népzenei hangszerekkel és dallamokkal átdolgozni. Átdolgoztak többek között Kispál és a Borz számokat, de Csík János kérésére Lovasi András szöveget is írt nekik. Kísérletezésük átütő sikerrel járt: Senki nem ért semmit című lemezük 2007-ben elnyerte Az év hazai világzenei albuma kategóriában a Magyar Hanglemezkiadók Szövetségének Fonogram díját, s hamarosan aranylemez lett.

### Ez a vonat, ha elindult, hadd menjen… (2008)
Koncertjeik egyre nagyobb közönséget vonzottak. Ennek jó példája volt a 2007-es Művészetek Völgye, ahol egyetlen együttes esetében sem volt látható olyan nagyszámú hallgatóság, mint az övékén. Úgy látták, jó úton járnak, ezért választották legújabb lemezüknek az Ez a vonat, ha elindult, hadd menjen… címet. Ez egyrészt egy magyar népdal címe, másrészt arra utal, hogy folytatni akarták az előző lemez sikeresnek bizonyult zenei megközelítését, azaz egyaránt kívántak autentikus népzenét és világzenét játszani az új felvételen is. Ennek jegyében az új albumon is található Kispál és a Borz átdolgozás. A Most múlik pontosan című Quimby feldolgozás által hozta meg a népszerűséget a Csík zenekar számára.
Fontosabb fellépéseikhez ismert zenészek mindig szívesen járultak hozzá, az ismert jazz zenész, szaxofonos Dresch Mihály (aki egyébként sokáig az együttes állandó tagja volt), a szájharmonika virtuóz Ferenczi György, Szokolay Dongó Balázs szaxofonos, a tamburások körében ismert bátmonostori tamburaprímás Csurai Attila, a Magyar Állami Népi Együttes prímása Pál István „Szalonna” és mások. Ennek a lemezüknek is – akárcsak az előzőnek – zenei rendezője Salamon Beáta, aki maga is ismert prímás, s zenekarát, a Métát immár húsz éve vezeti, női prímások között egyedülálló módon.
2012-ben a huszadik, jubileumi Sziget Fesztivál mínusz egyedik napján a zenekar és a magyar rockzene több neves képviselője – Kovács Kati, Presser Gábor, Szörényi Levente, Bródy János, és Földes László (Hobo), valamint Lovasi András, Kiss Tibor, Ferenczi György – adtak egy három órás nagykoncertet. A Daloskönyv című műsorban több ismert könnyűzenei dal népzenei feldolgozása is elhangzik.
2024-ben Csík János bejelentette, hogy kiszáll a zenekarból. Saját elmondása szerint "eltelt rajta az idő", valamint korábbi autóbalesetében megsérült karja már nem bírja a terhelést.
2025-től Csík János helyén Gál Tibor játszik hegedűn és énekel. Csík János engedélyezte a zenekar nevének megtartását, hiszen az egész brand erre péült fel. Kilépésének ellenére "vendégelőadóként szívesen részt vesz még az együttes életében"

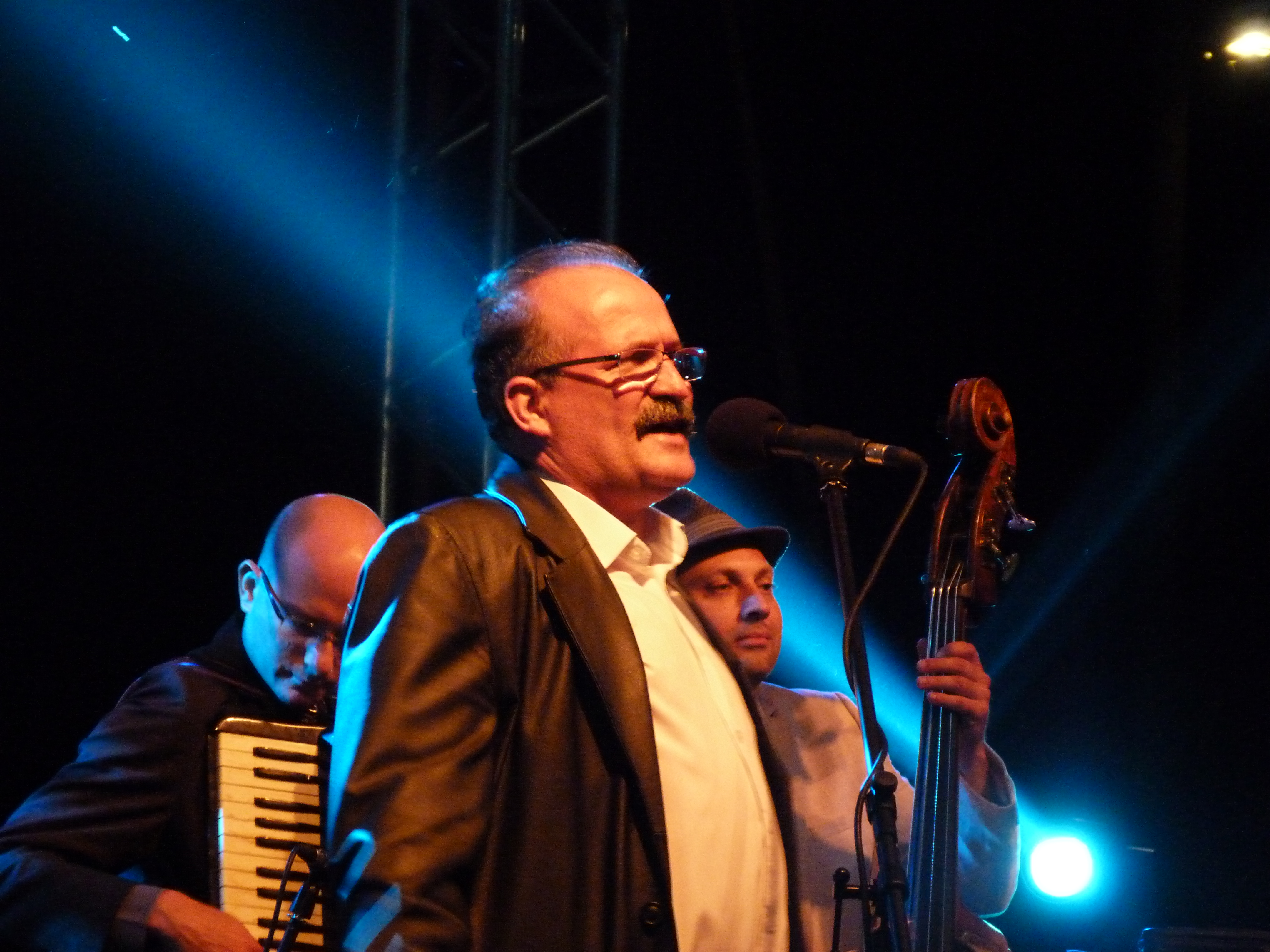
Csík Zenekar – Nagyharsány, 2014. augusztus 6.

## Albumok
- 1993 – Boldog szomorú dal
- 1994 – Két út van előttem
- 1998 – Tiszta szívvel
- 2001 – A kor falára
- 2004 – Be sok eső, be sok sár
- 2005 - Majorosi Marianna, Csík zenekar és a Bekecs zenekar: Jól gondold meg, kislány!
- 2005 – Senki nem ért semmit
- 2008 – Ez a vonat, ha elindult, hadd menjen…
- 2008 – Karácsonynak éjszakáján, maxi CD
- 2010 –  Szívest örömest
- 2011 – Lélekképek
- 2014 – Amit szívedbe rejtesz
- 2020 – A dal a miénk – Locomotiv GT feldolgozás

## Fontosabb fellépések, díjak
1991
- Népművészet Ifjú Mestere cím
- IV. Bonyhádi Népzenei Fesztivál Fődíj
- Magyar Rádió Különdíj
- „Két út van előttem…” audió kazetta

1992
- Kiváló Művészeti Együttes díj

1993
- KI MIT TUD döntő a Tisza Táncegyüttes, Öt Kölök csapatával

1998
- Közművelődésért díj

2000
- Sydney Olimpia, Magyar Kulturális Delegáció

2001
- Olaszországi turné

2002
- Amerikai koncertkörút

2004
- „Be sok eső, be sok sár…” 15 éves jubileumi koncertlemez
- „Faluról falura”, a hátrányos helyzetű kistelepülések kisiskoláiban, óvodáiban koncert és táncos bemutatók a Veszprém Megyei *Közművelődési Intézettel közösen

2006
- Sziget Fesztivál Világzenei Nagyszínpad
- „Kaláka Fesztivál” - Diósgyőr
- Észtország, koncert turné

2007
- Fonogram – Magyar Zenei Díj a MAHASZ-tól („Senki nem ért semmit” lemez)
- „Aranylemez” az eladott példányszámok után („Senki nem ért semmit” lemez)
- Művészetek Palotája, önálló koncert
- „20 éves a Kispál és a Borz” jubileumi koncert, Pécs
- Krems, Ausztria, „Magyar Napok” koncert

2008
- Brüsszel – lemezbemutató koncert
- MTV IKON Fesztivál – Siófok
- „A Magyar dal napja” koncert – Sziget Fesztivál nagyszínpad
- Sziget Fesztivál Világzenei Nagyszínpad, önálló koncert

2010
- Prima Primissima díj

2012
- Budapestért díj

2013
- Kossuth-díj[8]
- Sziget Fesztivál Világzenei Nagyszínpad, önálló koncert

2014
- Békemenet[9]